# إيما لويس
إيما لويس (Emma Louise) من مواليد 16 يونيو 1991.هي مغنية وكاتبة أغاني أسترالية. ،فائزة بجوائز أريا الموسيقية سنة 2013 عن فئة أفضل فنانة.

## ألبوماتها
| السنة | العنوان          | الترتيب     | الترتيب                          | Certifications |
| السنة | العنوان          | أريا تشارتس | الإتحاد الوطني للنشر الفونوغرافي | Certifications |
| ----- | ---------------- | ----------- | -------------------------------- | -------------- |
| 2013  | vs Head vs Heart | 12          | 87                               |                |
| 2016  | Supercry         | 14          |                                  |                |

### EPs
| السنة | العنوان                     | الترتيب     | الترتيب                          | Certifications |
| السنة | العنوان                     | أريا تشارتس | الإتحاد الوطني للنشر الفونوغرافي | Certifications |
| ----- | --------------------------- | ----------- | -------------------------------- | -------------- |
| 2011  | Full Hearts and Empty Rooms | —           | —                                |                |

## أغانيها
كمغنية رئيسية
| السنة | العنوان                                                | الترتيب           | الترتيب   | الترتيب   | الترتيب                          | الترتيب                      | الترتيب                        | الترتيب | الترتيب          | الترتيب                                | Certifications     | الألبوم          |
| السنة | العنوان                                                | أو3 النمسا توب 40 | أولتراتوب | أولتراتوب | الإتحاد الوطني للنشر الفونوغرافي | جي إف كاي إنترتاينمنت تشارتس | اتحاد صناعة الموسيقى الإيطالية | NED     | هيت باراد سويسرا | تصنيف الأغاني المنفردة المملكة المتحدة | Certifications     | الألبوم          |
| ----- | ------------------------------------------------------ | ----------------- | --------- | --------- | -------------------------------- | ---------------------------- | ------------------------------ | ------- | ---------------- | -------------------------------------- | ------------------ | ---------------- |
| 2013  | "My Head Is a Jungle" (with Wankelmut)                 | 55                | 34        | 64        | 80                               | 29                           | 5                              | 68      | 35               | 5                                      | - ITA: 2× Platinum | vs Head vs Heart |
| 2014  | "Two Bodies" (Flight Facilities featuring Emma Louise) | —                 | —         | —         | —                                | —                            | —                              | —       | —                | —                                      |                    | Down to Earth    |
| 2017  | "Arty Boy" (Flight Facilities featuring Emma Louise)   | —                 | —         | —         | —                                | —                            | —                              | —       | —                | —                                      |                    |                  |

## روابط خارجية
- إيما لويس على موقع ميوزك برينز (الإنجليزية)
- إيما لويس على موقع أول ميوزيك (الإنجليزية)
- إيما لويس على موقع ديسكوغز (الإنجليزية)